# Julius Stafford Baker
Julius Stafford Baker född 1869, död i september 1961, var en brittisk serieskapare och en av Europas seriepionjärer. Han är skapare av Tiger Tim, en av de första regelbundet publicerade serierna i Storbritannien och en av de mest långlivade. Tiger Tim dök först upp i Daily Mirror 1904.